# Mazzarino
Mazzarino – miejscowość i gmina we Włoszech, w regionie Sycylia, w prowincji Caltanissetta.
Według danych na rok 2004 gminę zamieszkiwało 12 421 osób, 42,4 os./km².